# Retrato de una anciana
Retrato de una anciana es un óleo sobre madera de Hans Memling, (1470-1472) que se encuentra en la sala Richelieu del Museo del Louvre, Francia. El museo la adquirió en 1908 a François Kleinberger.
Durante la década de 1460, Hans Memling (1440-1494) se estableció en la próspera ciudad de Brujas donde su talento fue recompensado con numerosos encargos. Gran parte de ellos consistían en retratos, género en el que el pintor destacaba especialmente. Al igual que otros retratos del autor, en este caso la modelo posa ofreciendo un plano de tres cuartos, en una época en que los retratistas italianos todavía pintaban de perfil. La modelo no mira al observador, sino que baja la mirada a la esquina izquierda del marco para sugerir devoción e introspección. Como en esta obra, Memling solía situar sus modelos frente a una paisaje.
Retrato de una anciana desarrolla la brillantez técnica de este pintor, particularmente en la nariz y la ropa, con la que enmarca la parte alta del rostro y en el cuello es transparente en algunas zonas para dejar entrever los tonos de la piel o los detalles en las texturas en piel del vestido. La quietud y compostura características del arte de Memling probablemente coincidían con la imagen que de sí mismos tenían los individuos de sus cuadros. Los rasgos de la mujer retratada transmiten una firme satisfacción de sí misma, la conciencia confiada de la virtud.